# Judith McGrath
Judith "Judy" McGrath (Brisbane, Queensland; 21 de abril de 1947-Ib., 21 de octubre de 2017) fue una actriz australiana. Interpretó a Yvonne Ryan en la serie australiana All Saints, a Bernice Hudson en la serie A Country Practice  y a Colleen Powell en la serie Prisoner.

## Biografía
Se formó en el Brisbane Arts Theatre y fue miembro del Twelfth Night Theatre.
En 1977 apareció por primera vez en la serie Young Ramsay, donde interpretó a Rosemary Billings durante el episodio "Lame Duck"; apareció nuevamente en la serie en 1980, cuando dio vida a Ethel Dean en el episodio "Gift Horse". En 1979 se unió al elenco de la serie policíaca Prisoner, donde dio vida a la vicegobernadora de la prisión Colleen "Po-Face" Powell hasta 1984. Ese mismo año interpretó en varios episodios a la doctora Zoe Lawrence en la serie Skyways.
En 1985 apareció como invitada en varios episodios de la popular serie australiana Neighbours, donde interpretó a Margaret Hamilton. En 1988 dio vida a Caroline Longley en la serie The Flying Doctors durante el episodio "One Final Request"; había aparecido por primera vez en esta serie en 1986, cuando dio vida a Cynthia Cumberland-Brown en el episodio "Eye of the Beholder". En 1989 se unió al elenco de la primera temporada de la serie Round the Twist, donde dio vida a Matron Gribble.
En 1992 se unió al elenco de la serie A Country Practice, donde interpretó a Bernice Hudson hasta 1993. En 1998 se unió al elenco de la popular serie médica All Saints, donde interpretó a la enfermera Yvonne "Von" Ryan hasta el final de la serie en 2009.
En 2011 apareció como invitada en la serie Winners & Losers, donde interpretó a Maria Crawley, a quien interpretó nuevamente en 2012.
McGrath falleció el 20 de octubre de 2017 en Brisbane, Queensland, a los 70 años de edad.

## Filmografía
Series de televisión
| Año       | Serie                 | Personaje           | Notas                             |
| --------- | --------------------- | ------------------- | --------------------------------- |
| 2011-2012 | Winners & Losers      | Maria Crawley       | 3 episodios                       |
| 1998-2009 | All Saints            | Yvonne "Von" Ryan   | 492 episodios                     |
| 1996      | Naked: Stories of Men | Margaret            | episodio "Blind-Side Breakaway"   |
| 1995      | Police Rescue         | Hazel               | episodio "Wrong Side of the Road" |
| 1992-1993 | A Country Practice    | Bernice Hudson      | 149 episodios                     |
| 1989      | Round the Twist       | Matron Gribble      | 9 episodios                       |
| 1988      | The Flying Doctors    | Caroline Longley    | episodio "One Final Request"      |
| 1986      | Sword of Honour       | Dietética           | episodio # 1.4 - miniserie        |
| 1985      | Neighbours            | Magaret Heywood     | 4 episodios                       |
| 1979-1984 | Prisoner              | Colleen Powell      | 263 episodios                     |
| 1984      | Special Squad         | -                   | episodio "Farewell to a Comrade"  |
| 1980      | Young Ramsay          | Ethel Dean          | episodio "Gift Horse"             |
| 1979      | Skyways               | Dra. Zoe Mendelsohn | 5 episodios                       |
| 1977      | Bluey                 | Mrs. Thompson       | episodio "The Fat Cat"            |

Películas
| Año  | Título         | Personaje      | Notas                                                                             |
| ---- | -------------- | -------------- | --------------------------------------------------------------------------------- |
| 2010 | Scone Wars     | Mavis Hepstead | corto - junto a Janet Kingsbury & Andy Leonard                                    |
| 2005 | Fink!          | Mujer          | junto a Sam Worthington, Steve Bastoni, Brett Stiller, Tamara Cook & John Schwarz |
| 1969 | Age of Consent | Grace          | junto a James Mason, Helen Mirren, Jack MacGowran & Neva Carr-Glynn               |

Directora
| Año  | Título     | Notas            |
| ---- | ---------- | ---------------- |
| 1988 | These Days | obra - directora |

Teatro
| Año       | Obra                                  | Personaje | Director (a)      | Teatro                | Notas                                                                |
| --------- | ------------------------------------- | --------- | ----------------- | --------------------- | -------------------------------------------------------------------- |
| 2005      | Love Letters                          | -         | John Clark        | Parade Theatre        | junto a Steve Bisley, Cornelia Frances, Noni Hazlehurst & John Wood  |
| 2004      | Lovers at Versailles                  | -         | Denise Roberts    | Playhouse Theatre     | junto a Lisa Bailey, Jeremy Cumpston, James Hagan & Jonny Pasvolsky  |
| 1997      | After Magritte and The Real Inspector | -         | Simon Phillips    | Playhouse Theatre     | junto a Merridy Eastman, Julie Forsyth, Richard Piper & John Wood    |
| 1997      | The Comedy of Errors                  | -         | Simon Phillips    | Playhouse Theatre     | junto a Merridy Eastman, Robert Menzies & Richard Piper              |
| 1996      | The One Day of the Year               | -         | Adam Cook         | Q Theatre             | junto a Jason Clarke, Douglas Hedge & Graham Rouse                   |
| 1996      | The Tragedy of Julius Caesar          | -         | Simon Phillips    | Playhouse Theatre     | junto a Jim Daly, Marcus Graham & Robyn Nevin                        |
| 1996      | A Cheery Soul                         | -         | Neil Armfield     | Playhouse Theatre     | junto a Julie Forsyth, Monica Maughan, Robyn Nevin & Ross Williams   |
| 1994      | A Flea in Her Ear                     | -         | Simon Phillips    | Playhouse Theatre     | junto a Peter O'Brien, Genevieve Picot, Richard Piper & Sarah Walker |
| 1990      | Lend Me a Tenor                       | -         | David Gilmore     | His Majesty's Royal   | junto a Liz Burch, Rhonda Burchmore & Maria Venuti                   |
| 1989      | See How They Run                      | -         | Roger Hodgman     | Playhouse Theatre     | junto a Alan Andrews, Paul English, Dennis Coard & Richard Piper     |
| 1988      | Seven Little Australians              | -         | John O'May        | Comedy Theatre        | junto a Bevan Addinsell, Grant Dale & Alyce Platt                    |
| 1987      | Away                                  | -         | Gary Down         | Comedy Theatre        | junto a David Brown, Peter Cummins & Samantha Lovejoy                |
| 1987      | Are You Lonesome Tonight?             | -         | Gary Down         | Q Theatre             | junto a David Brown, Graham Lancaster & Andrew Windsor               |
| 1987      | What the Butler Saw                   | -         | Simon Phillips    | Athenaeum Theatre     | junto a Kevin Harrington, Shane Bourne & Richard Piper               |
| 1986      | The Norman Conquests                  | -         | Simon Hopkinson   | Russell St. Theatre   | junto a Terry Bader, Kirsty Child & Roger Oakley                     |
| 1985      | Season's Greetings                    | -         | Gary Down         | Russell St. Theatre   | junto a Tim Hughes, Andrew Martin, Roger Oakley & Anne Phelan        |
| 1985      | Blue Window                           | -         | Murray Copland    | St Martins Theatre    | junto a Kirsty Child, Neil Melville & Pamela Rabe                    |
| 1980      | Wings                                 | -         | Malcolm Robertson | Playbox Theatre       | junto a Ron Challinor, Roger Oakley & Joseph Spano                   |
| 1980      | Outside Edge                          | -         | Carrillo Gantner  | Playbox Theatre       | junto a Julia Blake, Gary Files, John Wood & Kirsty Child            |
| 1978-1979 | Once a Catholic                       | -         | Ray Lawler        | Russell St. Theatre   | junto a Robert Essex, David Letch, Dina Mann & Johnny Quinn          |
| 1978      | The Playboy of the Western World      | -         | Ray Lawler        | Athenaeum Theatre     | junto a Don Bridges, Sally Cahill, Edwin Hodgeman & Bruce Spence     |
| 1978      | Electra                               | -         | Frank Hauser      | Athenaeum Theatre     | junto a Betty Bobbitt, Valma Bolton, Michael Edgar & Irene Inescort  |
| 1974      | Red, White and Boogie                 | -         | Jon Finlayson     | Twelfth Night Theatre | junto a Douglas Barry, Michael Haeburn, Ruth Turnell & David Waters  |
| 1974      | Rumpelstilskin                        | -         | Robert Kingham    | Twelfth Night Theatre | junto a Douglas Barry, Benjamin Franklin, Sandra Grose & Rowena Kean |

## Premios y nominaciones
| Año  | Categoría                | Premio              | Serie      | Resultado |
| ---- | ------------------------ | ------------------- | ---------- | --------- |
| 2007 | Most Outstanding Actress | Silver Loogie Award | All Saints | Nominada  |